# ОШ „Јован Поповић” Београд
ОШ „Јован Поповић” једна је од основних школа у Београду. Налази се у улици Маријане Грегоран 62 у насељу Карабурма, Градској општини Палилула. Функционише у оквиру образовног система Републике Србије. У непосредној близини школе се налази стадион фудбалског клуба Београд 1929.

## Историјат
Основна школа „Јован Поповић” је основана 14. новембра 1954. Почела је са радом у једној згради, а 1959. је изграђена нова са још десет учионица. Године 1972. је изграђен још један објекат, првобитно намењен за дневни боравак који је припојен новој згради. Данас школу чине две школске зграде око којих су школски парк, двориште и спортски терени. Настава се за ученике од првог до четвртог разреда одвија у другој згради у којој се налази продужени боравак првог и другог разреда, а за ученике од петог до осмог разреда у првој згради. У самој школи, у оквиру зграде млађих разреда, се налази истурено одељење Музичке школе „Јосиф Маринковић”. У априлу 2009. су добили лиценцу „Школа без насиља”.